# Strzelinko
Strzelinko (deutsch Klein Strellin, slowinzisch Mẩṷlė Střìḙlänɵ) ist ein Dorf im Powiat Słupski (Kreis Stolp) der polnischen Woiwodschaft Pommern.

## Geographische Lage
Das Dorf Strzelinko liegt in Hinterpommern, etwa acht Kilometer nordwestlich von Słupsk (Stolp) und 111 Kilometer westlich der regionalen Metropole Danzig (Gdańsk). Der Haltepunkt Strzelinko liegt an der Bahnstrecke Piła–Ustka.

## Geschichte
Seit 1366 war Klein Strellin eine Eigentumsortschaft der Stadt Stolp, die es von Heinrich
Puttkamer käuflich erworben hatte. Zuvor hatte die Stadt Stolp im Jahr 1337 bereits von Jesko von Rügenwalde die auf der Feldmark des Dorfs gelegene Mühle, Samelower Mühle genannt, gekauft, die sie fortan in Erbpacht vergab. Um die Mitte des 16. Jahrhunderts bezahlten die Pächter in Klein Strellin jährlich zwischen fünf und sieben Mark an die Stadt Stolp.
Um 1784 gab es in Klein Strellin sieben Bauern, die keine Naturaldienste zu leisten hatten und stattdessen Dienstgeld zahlten, einen Kossäten, einen Schulmeister, einen Holzwärter, auf der Feldmark des Dorfs die zu den Dörfern Klein Strellin und Arnshagen gehörige Samelower Mühle, die der Müller auf Erbzins besaß, und insgesamt 13 Haushaltungen. Im Rahmen der Bauernbefreiung wurden durch Rezess vom 9. Juli 1823 die Acker- und Wiesenflächen den ansässigen sieben Kossäten überlassen. 1819 waren zuvor von dem Gutsforst, dem sogenannten Überlauf, 50 Morgen verkauft worden. Vor Mitte des 19. Jahrhunderts hatte Klein Strellin 16 Wohngebäude und 128 Einwohner. Die seit 1850 geschaffenen Rentenbanken bewirkten im Laufe des 19. Jahrhunderts die gänzliche Ablösung der Reallasten und die Auflösung des Verhältnisses zwischen der Stadt und dem ehemaligen Kämmerergut Klein Strellin, so dass aus dem Stolper Eigentumsdorf ein Bauerndorf wurde.

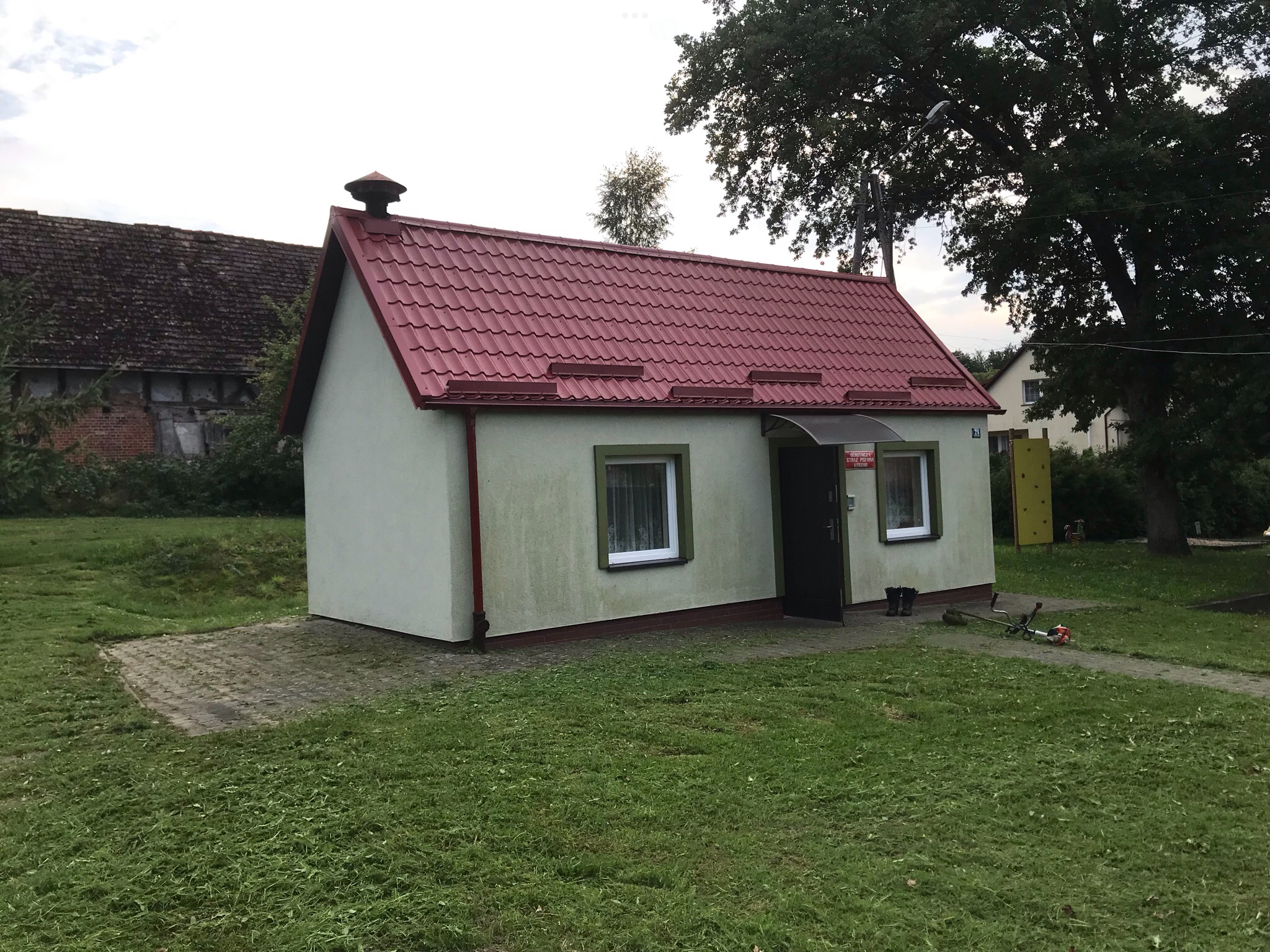
Freiwillige Feuerwehr in Klein Strellin.

Die Samelower Mühle befand sich mehrere Jahrhunderte lang im Besitz der Müllerfamilie Carstens. Die auf der Mühle lastenden Spanndienste und Mehllieferungen an das Hospital zum Heiligen Geist in Stolp löste der Müllermeister Panten 1855 in Rentenbriefen für alle Zeiten ab. 
Im Jahr 1925 standen in Klein Strellin 26 Wohnhäuser. 1939 gab es in Klein Strellin 32 landwirtschaftliche Betriebe, 46 Wohnhäuser und 247 Einwohner in 64 Haushaltungen.
Vor 1945 gehörte Klein Strellin zum Landkreis Stolp im Regierungsbezirk Köslin der Provinz Pommern. Die Gemeindefläche war 471 Hektar groß. In der Gemarkung Klein Strellin gab es insgesamt drei Wohnorte:
- Eisenbahnhaltestelle Strellin
- Klein Strellin
- Samelower Mühle

Klein Strellin wurde gegen Ende des Zweiten Weltkriegs am 8. März 1945 von der Roten Armee besetzt. Nach Kriegsende wurde Klein Strellin zusammen mit ganz Hinterpommern unter polnische Verwaltung gestellt. Auf Veranlassung eines ehemaligen polnischen Kriegsgefangenen wurde Bürgermeister Heinrich Salomon am 16. April 1945 erschossen. Im Sommer 1945 wurden die ersten Polen ins Dorf umgesiedelt und im August 1945 ein polnisches Verwaltungsbüro eingerichtet. Klein Strellin wurde in Strzelinko umbenannt. Alle deutschen Einwohner wurden enteignet und in Richtung Westen deportiert – ein Teil im April 1946.
Später wurden in der Bundesrepublik Deutschland 89 und in der DDR 69 aus Klein Strellin vertriebene Dorfbewohner ermittelt.
In dem Dorf leben heute etwa 180 Einwohner.